# Selaginella auriculata
Selaginella auriculata är en mosslummerväxtart som beskrevs av Antoine Frédéric Spring. Selaginella auriculata ingår i släktet mosslumrar, och familjen mosslummerväxter. Inga underarter finns listade i Catalogue of Life.